# ドイツ人一覧 (分野別)
分野別 - ドイツ人一覧（オーストリア、スイス、リヒテンシュタインなどドイツ語圏の人物も含む）

## クラシック音楽

### 作曲家
- ヨハン・パッヘルベル
- ヨハン・ゼバスティアン・バッハ
- ゲオルク・フリードリヒ・ヘンデル
- ルートヴィヒ・ヴァン・ベートーヴェン
- フェリックス・メンデルスゾーン
- ロベルト・シューマン
- リヒャルト・ワーグナー
- ヨハネス・ブラームス
- カール・オルフ

### 指揮者（グダニスクなどの、かつてのドイツ領出身者も含む）
- ハンス・フォン・ビューロー
- ブルーノ・ヴァルター
- カール・シューリヒト
- ヴィルヘルム・フルトヴェングラー
- オットー・クレンペラー
- ヘルマン・アーベントロート
- ハンス・クナッパーツブッシュ
- ルドルフ・ケンペ
- ギュンター・ヴァント
- ヘルベルト・ケーゲル
- クルト・ザンデルリング
- ヴォルフガング・サヴァリッシュ
- クルト・マズア
- クラウス・テンシュテット

### ピアニスト
- ヴィルヘルム・バックハウス
- ヴィルヘルム・ケンプ
- ヴォルフガング・アマデウス・モーツァルト
- フランツ・リスト（ドイツ系ハンガリー人）

### 歌手
- ディートリヒ・フィッシャー＝ディースカウ（バリトン）
- エリーザベト・シュヴァルツコップ（ソプラノ）

### オーケストラ
- ベルリン・フィルハーモニー管弦楽団
- ベルリン交響楽団
- バイエルン放送交響楽団
- シュターツカペレ・ドレスデン
- ライプツィヒ・ゲヴァントハウス管弦楽団
- ミュンヘン・フィルハーモニー管弦楽団
- 北ドイツ放送交響楽団
- バンベルク交響楽団

## 学問

### 文学者
- 独文学
- 独文学者
- ヨハン・ヴォルフガング・フォン・ゲーテ
- フリードリヒ・フォン・シラー
- ノヴァーリス
- フリードリヒ・シュレーゲル
- グリム兄弟
- シュテファン・ゲオルゲ
- ハインリヒ・マン
- トーマス・マン
- ヘルマン・ヘッセ
- ゴットフリート・ベン
- エルンスト・ユンガー
- カール・ハインツ・ボーラー
- ハンス・エーリヒ・ノサック
- アルフレート・アンデルシュ
- ギュンター・グラス
- ハンス・マグヌス・エンツェンスベルガー
- ウーヴェ・ヨーンゾン
- カール・ヘルベルト・シェール
- クラーク・ダールトン
- クルト・マール
- W・W・ショルス
- クルト・ブラント
- ウィリアム・フォルツ
- H・G・エーヴェルス
- コンラッド・シェパード
- ハンス・クナイフェル
- エルンスト・ヴルチェク
- H・G・フランシス
- ロベルト・フェルドホフ
- ウヴェ・ペルクセン

### 歴史家
- ロッテ・アイスナー
- レオポルト・フォン・ランケ カール・ウィットフォーゲル
- イスマール・エルボーゲン
- エルンスト・カントロヴィチ
- ルートヴィッヒ・クヴィデ
- オスヴァルト・シュペングラー
- ハンス・デルブリュック
- ハインリヒ・フォン・トライチュケ
- バルトホルト・ゲオルク・ニーブール
- フリッツ・ハイヒェルハイム
- エトガー・バウアー
- エドゥアルト・フックス
- ブレーメンのアダム
- カルル・ベッティッハー
- マックス・ベア
- フリードリヒ・マイネッケ
- ヴォルフガング・ミヒェル
- フランツ・メーリング
- ジョージ・モッセ
- テオドール・モムゼン
- レオポルト・フォン・ランケ
- フリードリヒ・アルベルト・ランゲ
- カール・ゴットハルト・ランプレヒト
- ルートヴィヒ・リース
- フリードリッヒ・リスト
- アルトゥル・ローゼンベルク

### 哲学者
- ゴットフリート・ライプニッツ
- イマヌエル・カント
- カール・マルクス
- ブルーノ・バウアー
- マックス・シュティルナー
- ルートヴィヒ・フォイエルバッハ
- アルトゥール・ショーペンハウアー
- エドゥアルト・フォン・ハルトマン
- フリードリヒ・ニーチェ
- マルティン・ハイデッガー
- ハンス・ゲオルク・ガダマー
- テオドール・アドルノ

### ドイツ観念論哲学
- ヨハン・ゴットリープ・フィヒテ
- フリードリヒ・シェリング
- ゲオルク・ヴィルヘルム・フリードリヒ・ヘーゲル

### 法学者
- ゲオルグ・イェリネック
- ローレンツ・フォン・シュタイン
- フランツ・フォン・リスト
- アンゼルム・フォイエルバッハ
- オットー・フォン・ギールケ
- フリードリヒ・カール・フォン・サヴィニー
- ベルンハルト・ヴィントシャイト
- アントン・フリードリヒ・ユストゥス・ティボー
- ハインリヒ・デルンブルヒ

### 政治学者
- ピーター・カッツェンスタイン
- オットー・キルヒハイマー
- ステファノ・グッツィーニ
- カール・シュミット
- エトガー・バウアー
- ヘルマン・ヘラー
- カール・ベーレト
- フェルディナント・ラッサール
- トーマス・リッセ

### 数学者
- カール・フリードリヒ・ガウス
- アレクサンドル・グロタンディーク
- ベルンハルト・リーマン
- カール・ワイエルシュトラス

### 物理学者
- アルベルト・アインシュタイン
- ヴェルナー・ハイゼンベルク
- ヴィルヘルム・レントゲン
- マックス・プランク

### 天文学者
- アルトゥル・アウヴェルス
- エルンスト・アッベ
- フリードリヒ・ヴィルヘルム・アルゲランダー
- アルノ・ヴァハマン
- カール・グスタフ・ヴィット
- フリードリヒ・ヴィネッケ
- ヨハネス・ヴィルジング
- ルーペルト・ヴィルト
- マックス・ヴォルフ
- アルブレヒト・ウンゼルト
- ヨハン・フランツ・エンケ
- ヴィルヘルム・オルバース
- ヨハン・ゴットフリート・ガレ
- フリードリッヒ・キュストナー
- ゴットフリート・キルヒ
- ヘルマン・クライン
- クリストファー・クラヴィウス
- ハインリヒ・クロイツ
- ヨハネス・ケプラー
- アウグスト・コプフ
- ヘルマン・ゴルトシュミット
- ルートヴィヒ・ザイデル
- ヨハネス・シェーナー
- エドゥアルト・シェーンフェルト
- クリストフ・シャイナー
- カール・シュヴァルツシルト
- カール・アウグスト・フォン・シュタインハイル
- マーティン・シュヴァルツシルト
- グスタフ・シュペーラー
- ヨハン・シュレーター
- ハインリッヒ・シュワーベ
- フーゴ・フォン・ゼーリガー
- ヨハン・フォン・ゾルトナー
- フランツ・フォン・ツァハ
- エルンスト・ツィナー
- カール・フリードリッヒ・ツェルナー
- フリードリッヒ・ティーティエン
- ヨハン・ティティウス
- ゲオルク・ザムエル・デルフェル
- エルンスト・テンペル
- ヨハン・ドッペルマイヤー
- ウィリアム・ハーシェル
- カロライン・ハーシェル
- カール・ハーディング
- ヨハン・バイエル
- エドゥアルト・ハイス
- ウォルター・バーデ
- エルンスト・ハルトヴィッヒ
- ヨハネス・ハルトマン
- ハインリヒ・ダレスト
- ルードヴィッヒ・ビーアマン
- フィリップ・ファウト
- ヘルマン・カール・フォーゲル
- カール・ブルーンス
- オットー・ブレンデル
- ダーヴィト・ファブリツィウス
- クリスチャン・A・F・ペーテルス
- フリードリヒ・ヴィルヘルム・ベッセル
- ゲルハルト・ヘルツベルク
- カール・ヘンケ
- ヨハン・ベンツェンベルク
- ヴィルヘルム・ベーア
- パルム・ボグスラフスキー
- ヨハン・ボーデ
- クーノ・ホフマイスター
- カール・ポワルキー
- トビアス・マイヤー
- シモン・マリウス
- アルベルト・マルト
- ルドルフ・ミンコフスキー
- ミヒャエル・メストリン
- ヨハン・ハインリッヒ・メドラー
- エラスムス・ラインホルト
- カール・ラインムート
- ロドルフ・ラドー
- ヨハン・フォン・ラモント
- ヨハン・ハインリッヒ・ランベルト
- ハンス・ルーデンドルフ
- ロベルト・ルター
- レギオモンタヌス
- ウィルヘルム・ローゼ
- オットー・ローゼンベルガー

### 化学者
- マンフレート・アイゲン
- リヒャルト・アベッグ
- クルト・アルダー
- オットー・ヴァラッハ
- ゲオルク・ウィッティヒ
- ハインリッヒ・ヴィーラント
- リヒャルト・ヴィルシュテッター
- クレメンス・ヴィンクラー
- アドルフ・ヴィンダウス
- フリードリヒ・ヴェーラー
- ゲルハルト・エルトル
- パウル・エールリヒ
- ヴィルヘルム・オストヴァルト
- マルティン・ハインリヒ・クラプロート
- パウル・クルッツェン
- ハンス・クレブス
- フリードリヒ・ケクレ
- ヘルマン・コルベ
- クリスチアン・シェーンバイン
- ゲオルク・シュタール
- ヘルマン・シュタウディンガー
- フリードリヒ・シュトロマイヤー
- カール・シュミット
- フリードリッヒ・オットー・ショット
- アドルフ・ストレッカー
- ディーター・ゼーバッハ
- ヨハン・ダイゼンホーファー
- カール・ツィーグラー
- オットー・ディールス
- ピーター・デバイ
- ヨハン・デーベライナー
- ヴァルター・ネルンスト
- ワルター・ノダック
- オットー・ハーン
- アドルフ・フォン・バイヤー
- フリッツ・ハーバー
- ヴィルヘルム・ヒットルフ
- エーリヒ・ヒュッケル
- エルンスト・フィッシャー
- エミール・フィッシャー
- ハンス・フィッシャー
- ロベルト・フーバー
- エドゥアルト・ブフナー
- ヘニッヒ・ブラント
- ジークフリート・ブレッヘルト
- ロベルト・ブンゼン
- エルンスト・オットー・ベックマン
- マックス・フォン・ペッテンコーファー
- ゲルハルト・ヘルツベルク
- アグネス・ポッケルス
- カール・ボッシュ
- アウグスト・ヴィルヘルム・フォン・ホフマン
- ヴィクトル・マイヤー
- ロータル・マイヤー
- ハルトムート・ミヒェル
- ユストゥス・フォン・リービッヒ
- イェレミアス・リヒター
- テオドール・リヒター
- カール・レーヴィヒ
- フリッツ・ロンドン
- ゴットフリード・ワグネル

### 医師
- ゴットシルフ・ハインリッヒ・フォン・シューベルト（ドイツ語版、英語版）

## 建築
- ミース・ファン・デル・ローエ
- ヴァルター・グロピウス
- ブルーノ・タウト

## チェス
- ヨハン・アルガイエル
- アドルフ・アンデルセン
- ローター・シュミット
- ジークベルト・タラッシュ
- エマーヌエール・ラスカー

## 政治
- クルト・アイスナー
- コンラート・アデナウアー
- テオドール・ヴァイゲル
- ルドルフ・ルートヴィヒ・カール・ウィルヒョー
- オットー・ウィンツァー
- オットー・ヴェルス
- クラウス・ヴォーヴェライト
- マルクス・ヴォルフ
- ヴァルター・ウルブリヒト
- ヴァルター・ハルシュタイン
- ルートヴィヒ・エアハルト
- フリードリヒ・エーベルト
- カール・カルステンス
- クルト・ゲオルク・キージンガー
- クラウス・キンケル
- ヴォルフガング・クレメント
- エゴン・クレンツ
- オットー・グローテヴォール
- ホルスト・ケーラー
- ペトラ・ケリー
- カール・ゲルドレール
- ハンス・ディートリヒ・ゲンシャー
- ヘルムート・コール
- ダニエル・コーン＝ベンディット
- フリッツ・ザウケル
- バルドゥール・フォン・シーラッハ
- ヴァルター・シェール
- フランツ・シェーンフーバー
- ヒャルマル・シャハト
- ルドルフ・シャーピング
- ギュンター・シャボフスキー
- マルティン・シュルツ
- ペール・シュタインブリュック
- エドムント・シュトイバー
- ヴィリー・シュトフ
- フランツ・ヨーゼフ・シュトラウス
- グスタフ・シュトレーゼマン
- パウル・シュピーゲル
- クルト・シューマッハー
- ヘルムート・シュミット
- クルト・フォン・シュライヒャー
- ゲアハルト・シュレーダー
- ヴォルフガング・ショイブレ
- ホルスト・ジンダーマン
- クララ・ツェトキン
- ヘルタ・ドイブラー＝グメリン
- コンスタンティン・フォン・ノイラート
- グスタフ・ハイネマン
- フランツ・フォン・パーペン
- ライナー・バルツェル
- マルティン・バンゲマン
- ヴィルヘルム・ピーク
- オットー・フォン・ビスマルク
- アドルフ・ヒトラー
- パウル・フォン・ヒンデンブルク
- ヨシュカ・フィッシャー
- オットー・ブラウン
- ヴィリー・ブラント
- ヴィルヘルム・フリック
- ハンス・フリッチェ
- ヴァルター・フンク
- ヴィルヘルム・フォン・フンボルト
- クルト・ベック
- フォルカー・ベック
- ハンス＝ゲルト・ペテリング
- ローマン・ヘルツォーク
- テオドール・ホイス
- カール・アントン・フォン・ホーエンツォレルン
- エーリッヒ・ホーネッカー
- エーリッヒ・ミールケ
- フランツ・ミュンテフェーリング
- アンゲラ・メルケル
- ハンス・モドロウ
- ローベルト・フォン・モール
- ヨハネス・ラウ
- オスカー・ラフォンテーヌ
- カール・リープクネヒト
- ハインリヒ・リュプケ
- アルトゥル・ローゼンベルク
- リヒャルト・フォン・ヴァイツゼッカー